# A Kísértés (televíziós műsor)
A Kísértés egy nagyszabású valóságshow, amely a Temptation Island című műsoron alapszik. A műsorvezetője Kasza Tibor. 

## Története
2023. október 26-án Fischer Gábor, a TV2 Csoport programigazgatója a Big Picture konferencián bejelentették, hogy 20 év után visszatér a képernyőre, ami eddig az RTL klubon volt látható. 2023. december 23-án Fischer Gábor az Index-interjún bejelentette, hogy a műsorvezetője Kasza Tibor lesz. 2024. augusztus 12-én bejelentették a műsor második évadának premierdátumát.

## A műsor menete
A párok tagjai tizenkét napig nem találkozhatnak, nem beszélhetnek egymással. Őket huszonkét egyedülálló fiú és lány várja, akik új kapcsolatra, románcra, szerelemre és megértésre vágynak. A párok tagjai tizenkét napra ismét kipróbálhatják magukat egyedülálló emberként. Flörtölnek, izgalmas randevúkon vesznek részt. Minden pillanatban körbelengi őket A kísértés ereje. Vajon túléli a szerelmük ezt a próbatételt? Vajon együtt maradnak a kaland végére? Vagy a paradicsomi csodás környezet pálmafái alatt vesztik el egymást örökre? Ki lesz az, aki azzal tér vissza Magyarországra, akivel jött, és ki az, aki egyedül tér vissza vagy esetleg valaki mással?
A szereplők célja alapvetően nem a hódítás lesz, hiszen ezek a párok többnyire évek óta együtt élnek. Azért vesznek részt a showban, mert bizonytalanok, féltékenyek, és meg szeretnék tudni, miként viselkedik a másik, akivel az együttélés során számtalan apró sebet szereztek, akár csak bármelyikünk.

## Párok

### Harmadik évad
| # | Páros | Kor | Foglalkozás | Kiállták a próbát? |
| - | ----- | --- | ----------- | ------------------ |
| 1 | Fanni |     |             |                    |
| 1 | Márk  |     |             |                    |
| 2 | Tímea |     |             |                    |
| 2 | Máté  |     |             |                    |
| 3 | Lili  |     |             |                    |
| 3 | Milán |     |             |                    |
| 4 | Anita |     |             |                    |
| 4 | Dávid |     |             |                    |

## Évadok
| Évad | Évad | Részek száma | Részek száma | Eredeti sugárzás    | Eredeti sugárzás   | Eredeti adó |
| Évad | Évad | Részek száma | Részek száma | Évadbemutató        | Évadzáró           | Eredeti adó |
| ---- | ---- | ------------ | ------------ | ------------------- | ------------------ | ----------- |
|      | 1.   | 12           | 12           | 2004. október 8.    | 2004. december 23. |             |
|      | 2.   | 25           | 25           | 2024. szeptember 1. | 2024. október 10.  |             |
|      | 3.   | ?            | ?            | 2025. augusztus 31. | n. a.              |             |